# (38515) 1999 TP245
1999 TP245 (asteroide 38515) é um asteroide da cintura principal. Possui uma excentricidade de 0.08179640 e uma inclinação de 11.25362º.
Este asteroide foi descoberto no dia 7 de outubro de 1999 por CSS em Catalina.